# Chongoroi
Chongoroi és un municipi de la província de Benguela. Té una extensió de 6.151 km² i 81.476 habitants segons el cens de 2014. Comprèn les comunes de Chongoroi, Bolonguera i Kamuine. Limita al nord amb el municipi de Cubal, a l'est amb el municipi de Caluquembe, al sud amb el municipi de Quilengues i a l'oest amb els municipis de Baía Farta i Camacuio. El municipi fou fundat en 1914 i elevat a categoria de vila l'1 de setembre de 1972.